# Paris Police 1900
Paris Police 1900 ist eine französische Fernsehserie, in der ein Mordfall vor dem Hintergrund der Dreyfus-Affäre aufgeklärt wird.

## Handlung
1899 in Paris, nach der Dreyfus-Affäre, steht die Dritte Republik kurz vor der Explosion. Die Bedrohung durch die Anarchisten, die nationalistischen und antisemitischen Ligen und den Druck der Royalisten ist vielfältig. Außerdem ist der französische Staatspräsident, Félix Faure, gerade gestorben.
In dieser angespannten Situation wird Antoine Jouin, ein ehrgeiziger junger Inspektor der Mordkommission, mit einer heiklen Untersuchung betraut. Die Leiche einer jungen Frau wurde in einem Koffer zerstückelt aufgefunden. Der junge Polizist trifft auf den Präfekten, Louis Lépine, die Anwältin Jeanne Chauvin und die Halbweltdame und Spionin Marguerite Steinheil. Trotz ihrer Gegensätze kommen sie zusammen, um sich einem Staatsstreich entgegenzustellen. Am Ende kulminiert die Krise in der Auseinandersetzung mit Jules Guérin im Fort Chabrol.

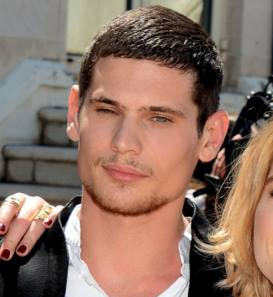
Jérémie Laheurte
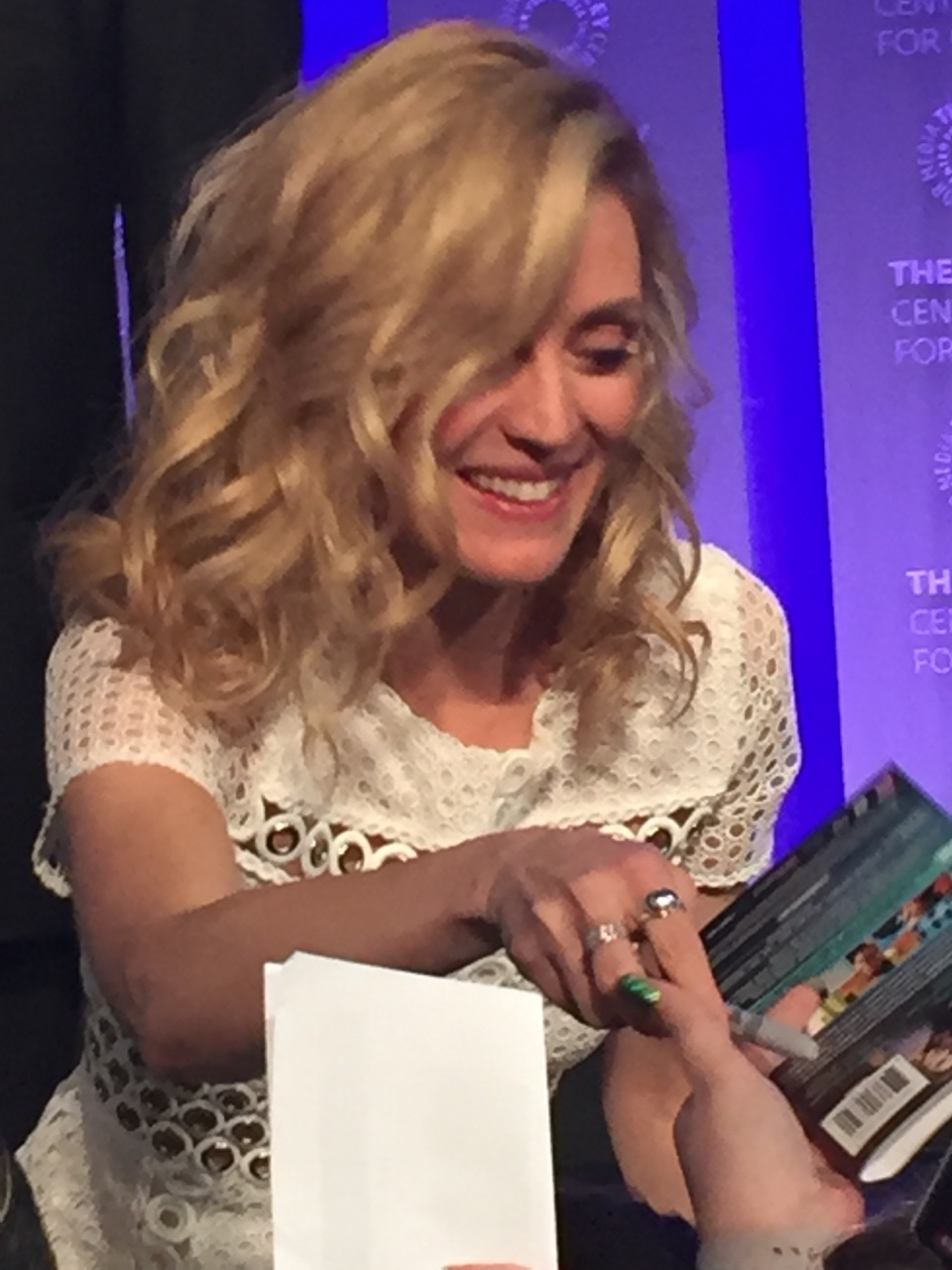
Evelyne Brochu

## Besetzung und Synchronisation
| Rollenname                 | Schauspieler/in     | Synchronsprecher/in |
| -------------------------- | ------------------- | ------------------- |
| Antoine Jouin              | Jérémie Laheurte    | Jannik Endemann     |
| Marguerite Steinheil       | Evelyne Brochu      | Kaya Marie Möller   |
| Louis Lépine               | Marc Barbé          | Erich Räuker        |
| Jeanne Chauvin             | Eugénie Derouand    | Yvonne Greitzke     |
| Commissaire Puybaraud      | Patrick d’Assumçao  | Lutz Schnell        |
| Commissaire Cochefert      | Alexandre Trocki    | Tom Vogt            |
| Inspecteur Guichard        | Renaud Hezeques     |                     |
| Jules Guérin               | Hubert Delattre     | Tobias Lelle        |
| Madame Lépine              | Valérie Dashwood    | Sabine Falkenberg   |
| Gabriel Sabran de Pontevès | Christophe Montenez | Bastian Sierich     |
| Louis Guérin               | Anthony Paliotti    | Peter Flechtner     |
| Mutter Guérin              | Anne Benoît         |                     |
| Graf Sabran de Pontevès    | Yann Collette       | Marcus Off          |
| Alphonse Bertillon         | Christian Hecq      | Wolfgang Müller     |
| Joseph Fiersi              | Thibaut Évrard      | Alexander Doering   |

## Episodenliste
- 1: Paris 1899. Staatspräsident Félix Faure ist gerade in den Armen seiner Geliebten, der Kurtisane Meg, gestorben. Da die Republik kurz vor der Explosion steht, wird der Präfekt Lépine wieder ins Amt berufen. Zur selben Zeit wird der junge Inspektor Jouin in der Präfektur für eine groß angelegte Ermittlung mobilisiert, um eine unbekannte Leiche, die in einem Koffer aufgefunden wurde, zu identifizieren.
- 2: Die Kurtisane Meg, die im Auftrag von Puybaraud, dem Chef der Sûreté und Erzfeind des Präfekten, Spionin geworden ist, infiltriert die antisemitischen Guérins. Bei der Pariser Sûreté ermittelt Jouin zusammen mit Kommissar Cochefert in der Affäre um den blutigen Koffer und das Verschwinden von Joséphine Berger. Joseph Fiersi lässt sich für die Ermittlungen abstellen.
- 3: Inspektor Jouin hat sich in Jeanne Chauvin verliebt, eine junge, temperamentvolle Anwältin, die nicht praktizieren darf, sondern als Assistentin bei Maître Weidmann im jüdischen Viertel amtiert. Sie beschließt, ihm im Fall Berger zu helfen. Meg empfängt ihrerseits Madame Lépine, die Frau des Präfekten, bei sich zu Hause, deren Vorlieben Kommissar Puybaraud nicht entgangen sind.
- 4: In der Sûreté sind alle damit beschäftigt, den Fall Berger zu lösen; die Polizei muss ihre Effizienz unter Beweis stellen. Wenige Tage vor der Eröffnung des zweiten Dreyfus-Prozesses in Rennes steigt die Spannung in den Straßen von Paris. Lépine entgeht der Falle eines persönlichen Skandals, die seiner Frau gestellt wurde.
- 5: Meg ist dem Charme von Gabriel Sabran verfallen, während immer mehr Beweise gegen ihn in den Ermittlungen um den Mord an Joséphine auftauchen. Diese Annäherung macht sie zu einer besonders unangenehmen Zeugin für die Guérins und Gabriels Vater.
- 6: Erschöpft von jahrelanger Versklavung und angewidert von der Berger-Affäre, distanziert sich Fiersi von Puybaraud. Er liefert Jouin wesentliche Informationen für seine Ermittlungen. Dieser zählt weiterhin auf die Unterstützung von Jeanne Chauvin, die ihm in dieser Angelegenheit helfen soll. Jules Guérin hat sich derweil in der Rue Chabrol verschanzt.
- 7: Während Mutter Guérin die letzten Details der geplanten Unruhen organisiert, die in der Rue Chabrol zusammenlaufen sollen, erhält der Präfekt Lépine unerwartete Hilfe von Anarchisten. Fiersi ist auf der Flucht. Jouin führt die Ermittlungen allein weiter und schützt Jeanne, die gerade einen Mann getötet hat, um Jouin zu retten.
- 8: Jouin will die ganze Wahrheit über die Sabrans herausfinden und riskiert dabei, Jeanne zu verlieren. Meg denkt nun an die Zukunft und spielt ihre letzte Karte beim Präfekten aus. Lépine, ein gewiefter Stratege, lässt die Zeit in der Fort-Chabrol-Affäre zu seinen Gunsten arbeiten. Seine Frau bietet ihm unerwartet Unterstützung an.

## Rezeption
Die Serie wurde in Frankreich, den USA und in Großbritannien gut besprochen. Bei Rotten Tomatoes erreichte sie allerdings nur 50 % (Popcornmeter), in der Internet Movie Database einen Wert von 7,1.
In Deutschland lobt RND die Serie grundsätzlich, bescheinigt ihr aber „eine überbordende Geschichte“. Auch der Filmdienst kritisiert vornehmlich „die vielen Handlungsstränge“. Kulturnews dagegen ist restlos von der Umsetzung überzeugt: „Vergleiche mit dem rein fiktiven deutschen Serienhit „Baylon Berlin“ bieten sich an, „Paris Police 1900“ ist aber viel besser: Während die Gaslampen die düstersten Ecken hier nur spärlich erhellen, scheut die Serie nicht davor zurück, die abscheulichsten Abgründe der französischen Geschichte hell auszuleuchten – auf dass sie jeder und jede erkennt und Analogien zu heute erkennt.“

## Fortsetzung
2022 wurde die Serie Paris Police 1905 in Frankreich veröffentlicht.